# Селим Илери
Селим Илери (на турски: Selim Ileri) е турски писател, сценарист, драматург, романист, поет, автор на произведения в жанровете драма, съвременен роман, мемоари, пътепис и документалистика.

## Биография и творчество
Селим Илери е роден на 30 април 1949 г. в Истанбул, Турция, в семейството на професора Хасан Илери. В периода 1953 – 1955 г. живее със семейството си в Германия. През 1968 г. завършва гимназия „Ататюрк Еркек“. През 1967 г. публикува първата си статия в списание „Yeni Ufuklar“.
Публикува първата си книга с разкази „Съботната самота“ през 1968 г. Разказите му предизвикват широк отзвук в литературните среди. През 1971 г. пише първия си сценарий – „Небесната порта“. През 1972 г. прекъсва обучението си в Юридическия факултет на Истанбулския университет.
През 1973 г. е публикуван първият му роман „Destan Gönüller“.
В своите романи и разкази писателят отразява богатия вътрешен свят на личността, а в ранните си творби извежда на преден план и липсата на комуникация между героите.
През 1979 г. е редактор на културната страница на вестник „Дюня“. В продължение на много години пише статии в културно-художествената страница на вестник „Хюриет“. Много години работи по радио и телевизионни програми. От 2008 г. пише за Истанбул в съботната притурка на вестник „Заман“.
През 1998 г. получава от Министерството на културата и туризма званието „народен писател“.
Селим Илери живее със семейството си в Истанбул.

### Награди
- Носител е на множество награди за литературната си дейност:
- награда за разказ „Саит Фаик“ за „Последният ден на приятелствата“ (1976);
- награда за роман на Турския езиков институт за „Бодрум всяка нощ“ (1977);
- романът „Когато живееш и умреш“ е избран от списание „Миллийет Санат“ за роман на годината (1981);
- сценарият „Разказ за една разбита любов“ (сезон 1982 – 1983) е избран от Филмовите писатели за най-добър сценарий;
- награда за роман на Съюза на писателите в Турция за „Ако беше сама със сините си криле“ (1991);
- наградите „Афифе Жале“ и „Авни Диллигил“ за пиесата „Довиждане, Републико“ (1997);
- награда „Телевизия“ в областта култура-изкуство на Асоциацията на журналистите в Турция (1999);
- награда за роман „Орхан Кемал“ за „Това лято ще бъде първото лято от раздялата“ (2001);
- награда „Литература Седат Симави“ за книгата с есета „Далеч, все по-надалеч“ (2003);
- награда в областта пътепис за книгата „Стаята-сандък на Истанбул“ (2005);
- награда на фондация „Айдън Доган“ за цялостно творчество (2012).

## Произведения

### Самостоятелни романи
- Destan Gönüller (1973)
- Yaşarken ve Ölürken (1981)
- Ölünceye Kadar Seninim (1983)
- Yalancı Şafak (1984)
- Saz Caz Düğün Varyete (1984)
- Hayal ve Istırap (1986)
Мечти и страдания, изд.: „Весела Люцканова“, София (2015), прев. Шевкие Чакър-Нихатова
- Kafes (1987)
Кафез, изд.: „Весела Люцканова“, София (2013), прев. Шевкие Чакър-Нихатова
- Kırık Deniz Kabukları (1993)
- Cahide – Ölüm ve Elmas (1995)
- Ada, Her Yalnızlık Gibi (1999)
- Bu Yaz, Ayrılığın İlk Yazı Olacak (2001)
- Yarın Yapayalnız (2004)
- İstanbul Lâle İle Sümbül (2007)
- Hepsi Alev (2007)
Всичко е пламък, изд.: „Весела Люцканова“, София (2014), прев. Шевкие Чакър-Нихатова
- Daha Dün (2008)
- Bu Yalan Tango (2010)
Това фалшиво танго, изд.: „Весела Люцканова“, София (2013), прев. Шевкие Чакър-Нихатова
- Mel'un – Bir Us Yarılması (2013)
- Sona Ermek (2017)

### Серия „Бодрум“ (Bodrum Dörtlemesi)
1. Her Gece Bodrum (1976)
2. Ölüm İlişkileri (1979)
3. Cehennem Kraliçesi (1980)
Кралицата на ада, изд.: „Весела Люцканова“, София (2014), прев. Шевкие Чакър-Нихатова
4. Bir Akşam Alacası (1980)

### Серия „Минало, Никога не се връщай“ (Geçmiş, Bir Daha Geri Gelmeyecek Zamanlar)
1. Mavi Kanatlarınla Yalnız Benim Olsaydın (1991)
Сините криле на любовта, изд.: „Весела Люцканова“, София (2017), прев. Йорданка Бибина
2. Gramofon Hâlâ Çalıyor (1995)
3. Cemil Şevket Bey, Aynalı Dolaba İki El Revolver (1997)
Джемил Шевкет Бей и два изстрела в огледалния шкаф, изд.: „Весела Люцканова“, София (2017), прев. Йорданка Бибина
4. Solmaz Hanım,Kimsesiz Okurlar İçin (2008)

### Пиеси
- Allahasmarladık Cumhuriyet ()
- Ölü Bir Kelebek (1998)

### Сборници
- Cumartesi Yalnızlığı (1968)
- Pastırma Yazı (1971)
- Dostlukların Son Günü (1975)
- Bir Denizin Eteklerinde (1980)
- Dostlukların Son Günü (1975)
- Eski Defterlerde Solmuş Çiçekler... (1982)
- Son Yaz Akşamı (1983)
Последната лятна вечер, изд.: „Весела Люцканова“, София (2018), прев. Шевкие Чакър-Нихатова
- Kötülük, (1992)
- Fotoğrafı Sana Gönderiyorum (2006)
- Yağmur Akşamları (2011)

### Документалистика
- Çağdaşlık Sorunu (1978)
- Aşk-ı Memnu Ya Da Uzun Bir Kışın Siyah Günleri (1981)
- Düşünce Duyarlık (1982)
- Kamelyasız Kadınlar (1983)
- İstanbul Yalnızlığı (1989)
- Peride Celal'e Armağan (1996)
- Perisi Kaçmış Yazılar (1996)
- Sepya Mürekkebiyle Yazıldı (1997)
- Kurtuluş Savaşı ve Edebiyatımız (1998)
- İstanbul Yıldızlar Altında (1999)
- Kırık İnceliklerin Şairi – Behçet Necatigil (1999)
- Ay Hala Güzel (1999, Kaf)
- Biten (İki) Yüzyıl (2000)
- Evimizin Tek Istakozu (2000)
- İstanbul Seni Unutmadım (2001)
- Oburcuğun Edebiyat Kitabı (2002)
- Rüyamdaki Sofralar (2003)
- Uzak, Hep Uzak (2003)
- İstanbul'un Sandık Odası (2004)
- Kar Yağıyor Hayatıma (2005)
- Cengiz Tacer – Denizden Yana, Çölden Yana (2005)
- İstanbul Hatıralar Kolonyası (2006)
- İstanbul'un Tramvayları Dan Dan (2008)
- İstanbul İlk Romanımda Leylak (2009)
- Oburcuk Mutfakta (2010)
- Yaşadığım İstanbul (2012)
Моето приключение Истанбул, изд.: „Весела Люцканова“, София (2013), прев. Шевкие Чакър-Нихатова
- İstanbul Mayısta Bir Akşamdı (2014)
Истанбул в една майска вечер, изд.: „Весела Люцканова“, София (2018), прев. Наташа Иванова
- Edebiyatımızın Sevdiğim Romanlar Kılavuzu (2015)
- İstanbul Bu Gece Yine Sensiz (2016)

### Екранизации
- 1972 Yarali kurt
- 1972 Kadin yapar...
- 1972 Günahsizlar
- 1973 Bir Demet Menekse
- 1973 Cennetin kapisi
- 1974 Askerin Dönüsü
- 1975 Çapkin hirsiz
- 1978 Seninle son defa
- 1981 Kirik Bir Ask Hikayesi
- 1982 Seni kalbime gömdüm
- 1982 Göl
- 1987 Afife Jale
- 1989 Hiçbir gece
- 1992 Her gece bodrum
- 1994 Bir ask ugruna
- 2008 Kilit